# Шеховцов, Николай Архипович
Николай Архипович Шеховцов (13 марта 1914, с. Весёлое — 27.04.1974, Москва) — советский учёный, изобретатель новых физических приборов, работал в области масс-спектрометрии, доктор технических наук (1966), лауреат Сталинской премии (1953) и Государственной премии СССР (1973), директор СНИИП (1961—1973).

## Биография
В 1933 окончил Днепропетровский электромеханический техникум (совр. Днепропетровский индустриальный техникум). Трудовую деятельность начал конструктором, затем стал заведующим техническим отделом Днепропетровских электросетей, где также изучал на практике механическое дело, работая в механическом цехе, кузнице и токарных мастерских при взаимодействии с опытными механиками и специалистами по холодной обработке металлов.
В 1935 отправился в Арктику по путёвке Днепропетровского горкома комсомола. По направлению Главного управления Северного морского пути направлен работать электротехником на полярную станцию острова Диксона.
В 1935—1938 — энергетик на полярной станции Главсевморпути на острове Диксон. Работал в небольшой группе специалистов по обслуживанию радиоцентра в условиях Севера. Вместе с электротехником Ромащенко занимался освоением схем и оборудования электростанции.
С 1939 до окончания Великой Отечественной войны находился в рядах РККА, вступив в ВКП(б). Приказом от 9 сентября 1944 начальник радиостанции 29 отдельного полка связи и радионавигации Авиации Дальнего Действия старшина Шеховцов Н. А. был награждён орденом Красной Звезды за установку оборудования в штабе АДД в кратчайшие сроки и обеспечение бесперебойной связи.
В 1946—1949 — научный сотрудник физико-химического института (НИИ-5)в г. Сухуми (сан. «Синоп»), куда из Германии в 1945 были доставлены сотни немецких ученых, имевших отношение к ядерной проблеме.
Вместе с немецким физиком Шютце разработал первые масс-спектрометры для комбинатов ядерной отрасли.
В 1949—1961 — начальник масс-спектрометрической лаборатории на одном из комбинатов Минсредмаша в Свердловске-44 (п/я 318).

Характерным стилем его работы были: нестандартность мышления, оригинальность, решение технических задач наиболее рациональным и быстрым путём.

И вот Николай Архипович начал работать у нас <…> умело руководил производственным процессом. <…> Н. А. Шеховцов был не только особо талантливым, особо одарённым человеком. Он был человеком исключительных душевных качеств. Его любили все, и каждый специалист считался с его мнением. <…>

Коренастый, крепкого сложения человек, невысокий. Тусклые, какого-то неопределённого цвета волосы с проблесками седины. У него была одна замечательная черта, которая заключалась в том, что после краткого знакомства с ним вы сразу начинали доверять ему полностью.
— из воспоминаний учёного, лауреата Сталинской премии, П.А. Халилеева
За это время, не имея высшего образования , окончил заочную аспирантуру (1958), став кандидатом технических наук (1959) и старшим научным сотрудником (1960).
Одним из первых на комбинате получил авторское свидетельство на своё изобретение. Основал общество изобретателей и рационализаторов на комбинате.
В 1961 из Свердловска-44 переведён в Москву и назначен директором НИИ-1.
Многие годы возглавлял рабочую группу по ядерному приборостроению постоянного комитета СЭВ по использованию атома в мирных целях, был одним из организаторов международного объединения «Интератоминструмент». При нём были разработаны усовершенствованные приборы для измерения характеристик ионизирующих излучений различного назначения. Удалось заметно уменьшить габаритные размеры приборов, снизить потребляемую мощность и повысить надёжность. Начались работы по созданию аппаратуры контроля и управления реакторными установками. Большое внимание уделялось созданию приборов для научно-космических исследований. В сентябре 1961 сотрудники НИИ-1 впервые приняли участие в обработке данных, полученных на втором корабле-спутнике «Восток». В 1963 НИИ-1 был переименован в Союзный научно-исследовательский институт приборостроения (СНИИП). Была открыта база отдыха «Золотая поляна» (совр. «Золотая лоза»).
В 1966 — доктор технических наук.
Умер в 1974 г. после тяжёлой болезни, похоронен на Новодевичьем кладбище.

## Награды и премии
- Орден Красной Звезды (1944);

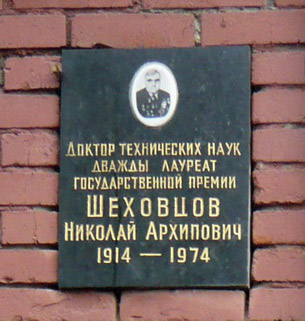
Шеховцов Николай Архипович, д.т. н., дважды лауреат государственной премии СССР. Москва, Новодевичье кладбище.

- Орден Трудового Красного Знамени (1949) — «за участие в разработке масс-спектрометров», поощрён премиями 25 тыс. руб. (дважды), предоставлено право на обучение своих детей в любых учебных заведениях СССР за счет государства и право (пожизненно для них, их жён и до совершеннолетия для их детей) на бесплатный проезд железнодорожным, водным и воздушным транспортом в пределах СССР.[2];
- Орден Трудового Красного Знамени (1962).;
- Орден Октябрьской революции (1971);
- Медали «За взятие Берлина», «За победу над Германией в Великой Отечественной войне 1941—1945 гг.».

## Публикации
Автор и соавтор более 50 научных трудов. Одни из известных:
- Заметки электротехника [полярной станции острова Диксона]. — Ленинград: Изд-во Главсевморпути, 1939. — 40 с.: ил., черт.; 20 см. (автор)
- Атомная энергия, 1967 (соавтор)
- Магнитные масс-спектрометры (устройство и методы измерений): научное издание — М.: Атомиздат, 1971. — 232 с. : ил. — Библиогр.: с. 224—230. (автор)
- Авторское свидетельство № 270330, 1970. (автор)